# Medisch Centrum (televisieprogramma)
Medisch Centrum is een televisieprogramma op de Nederlandse zender SBS6.
In dit programma worden artsen en verplegers van het Erasmus MC in Rotterdam tijdens hun werk gevolgd; zij behandelen lichte wonden tot ernstig letsel. Ook allerlei andere gebeurtenissen die zich in en om het Erasmus afspelen komen aan bod.